# 姬嘉
姬嘉（？—前107年），西汉的第一代周子南君。

## 身份
关于姬嘉的身份，至今尚无定论。
臣瓒怀疑他是卫国子南弥牟的后裔，子南弥牟的后代子南劲被魏惠成王立为卫侯，而卫国是所有诸侯国中最后被秦所消灭的，臣瓒因此怀疑姬嘉是卫国的后裔，以子南为氏而称君。晁福林也认为姬嘉是子南氏的后代，他认为周子南君之号源自子南弥牟和子南劲，而姬嘉之所以能成为奉祀周朝的后裔，大概是因为卫国是最后灭亡的姬姓诸侯国。
对于以上观点，颜师古、张守节、沈钦韩、王启原和泷川资言都不认可。
- 颜师古认为，子南只是封邑的称号，与卫国的子南氏无关。
- 张守节与颜师古大致上意见一致。
- 沈钦韩考释曰，“南”与“男”通假，“子南”即“子男”，也就是小国的爵位。他指出在独尊《公羊传》的汉武帝时期，朝廷采用了《公羊传》中的解释，认为子、男是一个等级的爵位。
- 王启原同意沈钦韩的“子南即子男”的意见。他还进一步指出，在东汉，周子南君一支的爵位被改封为卫公之前，周子南君就曾被改封为周承休侯和郑公——这表明朝廷知道周子南君一支不是卫国子南氏的后裔。如果周子南君一支明明是卫国的后裔而获封卫公，那么朝廷不应该先授予郑公封号。
- 泷川资言则认为：“子”是美称，“南”表示位于黄河以南；“子南”不是姓氏，也与卫国子孙没有关系。

## 经历
西汉元鼎四年（前113年），汉武帝巡视的路程中经过河南，惦念周朝的德泽，去查看了周朝的宗族，了解到周朝的宗庙已久绝祭祀。汉武帝向当地的耆老询问，访得周朝的旁系后裔姬嘉。回到洛阳后，汉武帝于十一月丁卯下诏封姬嘉于颍川郡长社，封地三十里，食邑三千户，号周子南君，让他供奉周朝的祭祀。六年后（前107年），姬嘉去世。由其子姬置承袭周子南君。

## 姓氏合流
钱大昕认为姬嘉是中国历史上第一个称姓于名字之前的男子。张淑一反对此说，她引《战国策·秦策五》和《史记·秦本纪》中的芈戎以及战国时期姓名私玺中的“子渴”、“子鲜颐”、“姜敬”等男名，认为姓氏合流在战国时期已经基本完成。